# Turner and Amelia Smith House
Das Turner and Amelia Smith House ist ein historisches Haus in Willow Spring, einem Vorort von Raleigh in North Carolina. Das Haus wurde 1880 erbaut und ist seit Juli 2005 im National Register of Historic Places aufgelistet.